# Phytocoris cochise
Phytocoris cochise är en insektsart som beskrevs av Stonedahl 1988. Phytocoris cochise ingår i släktet Phytocoris och familjen ängsskinnbaggar. Inga underarter finns listade i Catalogue of Life.